# Rudolf Scharp
Rudolf Scharp (* 29. April 1925 in Frankfurt am Main; † 3. September 2013 ebenda) war ein deutscher Grafiker.

## Leben
Scharp studierte zwischen 1949 und 1952 an der Werkkunstschule (heute Hochschule für Gestaltung) in Offenbach am Main. Danach war er in der Werbeabteilung der Farbwerke Hoechst AG tätig. Für mehrere Bücher schuf er die Illustrationen. Er lebte in Frankfurt-Höchst.

## Illustrationen (Auswahl)
- Michael Post (Pseudonym von Gilbert von Monbart): Beppo, Butzi und ich: Heiteres aus dem Alltag (= Bechtle Anekdoten, Band 13). Bechtle, Esslingen 1958 (mit 20 Zeichnungen von Rudolf Scharp)
- Helmut Hollhaus: Justus und Angelo. Knecht Verlag, 1960 (mit lustigen Bildern verziert von Rudolf Scharp)
- Helmut Hollhaus: Ein glücklicher Mensch. Knecht Verlag, 1966 (mit Zeichnungen von Rudolf Scharp)
- Hermann Boventer: Der Einzelne vor der Politik. Eine politische Verhaltenslehre. Jünger, Frankfurt/M. um 1968 (Zeichnungen: Rudolf Scharp)
- Consilia Maria Lakotta: Lampions für Evas Garten. 1962 (Federzeichnungen von Rudolf Scharp)
- Robert Mertens: Kriechtiere und Lurche. 1975 (Textzeichnungen von Rudolf Scharp)
- Richard Carstensen: Dackel, Pudel, Doggen und berühmte Leute. 1959 (mit 20 Zeichnungen von Rudolf Scharp)